# Dorothy Arzner

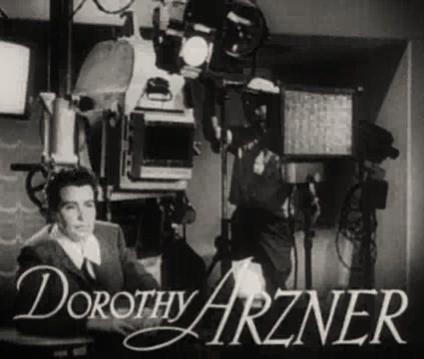
Dorothy Arzner, bild ur trailern till The Bride Wore Red 1937.

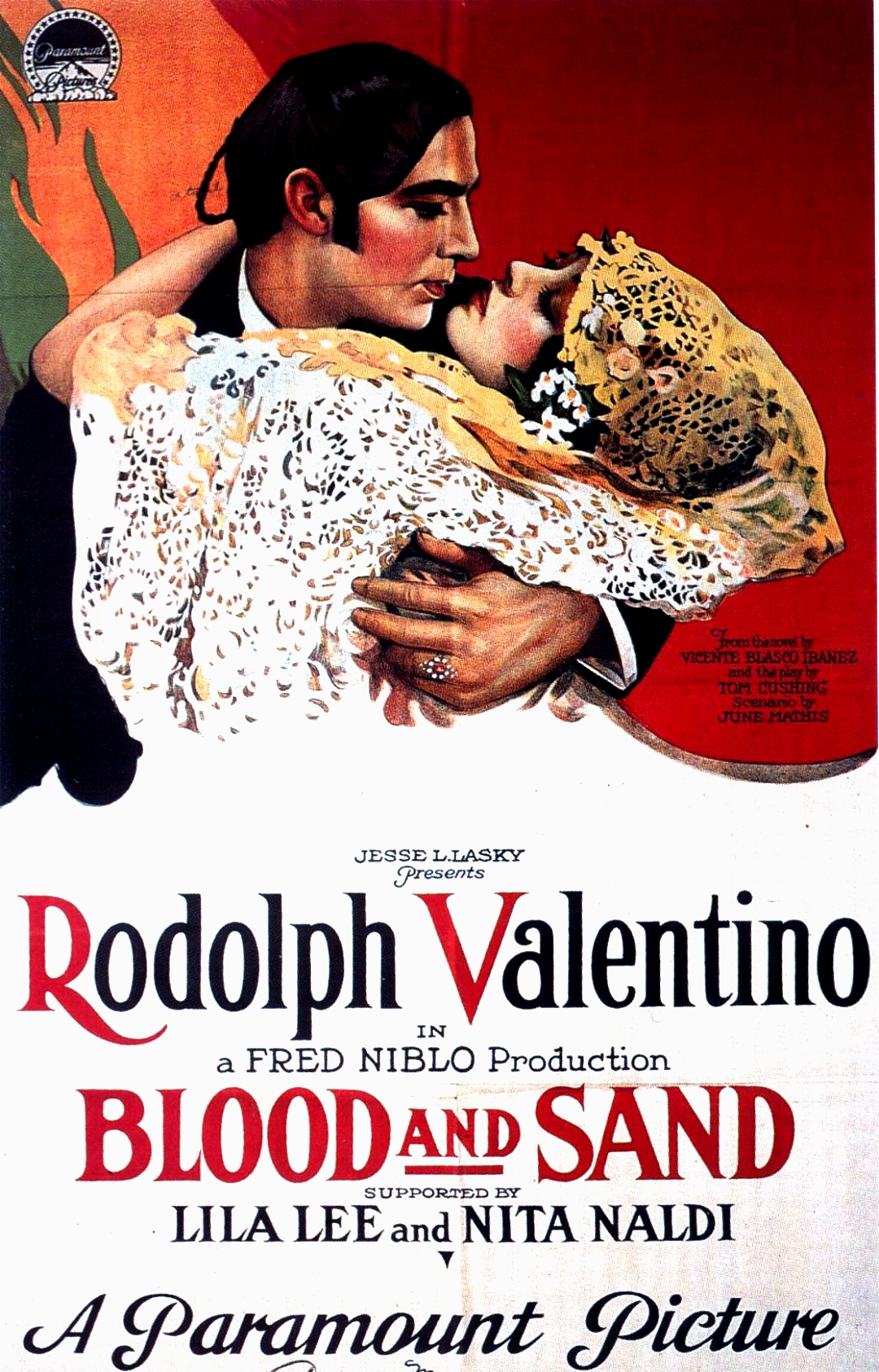
Affischen till kassasuccén Blood and Sand som Dorothy Arzner så framgångsrikt klippte.

Dorothy Arzner, född 3 januari 1897 i San Francisco, död 1 oktober 1979 i La Quinta i Kalifornien, var amerikansk filmregissör som mellan 1922 och 1943 regisserade flera av Hollywoods succéfilmer. Arzner var den enda kvinna som lyckades göra karriär som regissör i det mansdominerade Hollywood. 

## Biografi
Dorothy Arzner växte upp i Los Angeles där hennes föräldrar drev ett café som besöktes av många av Hollywoods stumfilmsstjärnor. Innan Dorothy själv landade i filmbranschen studerade hon medicin och arbetade som ambulansförare. Efter ett besök i en filmstudio bytte hon yrkesbana.
Arzner började som sekreterare, blev sedan manusförfattare och filmklippare. 1922 fick hon stor uppmärksamhet för sin klippning av Rudolph Valentino-filmen Blood and Sand, en av 20-talets blockbusters. Efter fem år som framgångsrik klippare fick hon hos Paramount Pictures regissera sin första film, Fashions for Women, som blev en publikframgång. (En av huvudrollsinnehavarna var svenske Einar Hanson). Två år senare, 1929, regisserade hon Paramounts första ljudfilm, The Wild Party, med den amerikanska sexsymbolen Clara Bow. Även den blev en publik- och kritikersuccé.
Mellan 1927 och 1932 regisserade Arzner elva filmer för Paramount, därefter lämnade hon bolaget och arbetade som oberoende regissör vid olika studiobolag. De filmer hon gjorde under de kommande åren är de som gjort henne mest känd. Dessa filmer visar också Arzners talang att föra fram nya stjärnor: Katharine Hepburn i Christopher Strong (1933), Rosalind Russel i Craig’s Wife (1936), Joan Crawford i The bride wore red (1937) och Lucille Ball i Dance, Girl, Dance (1940).

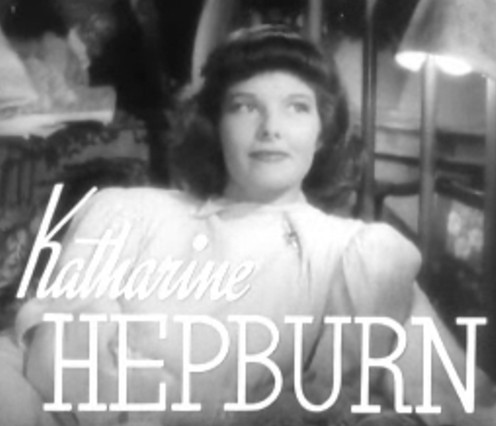
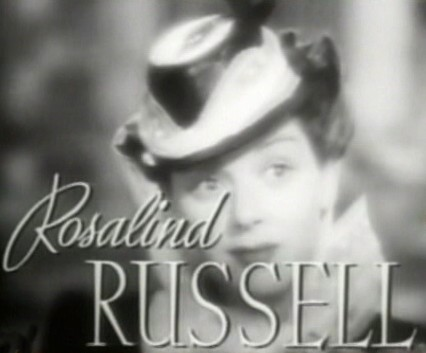
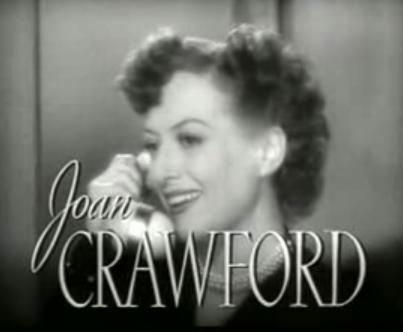
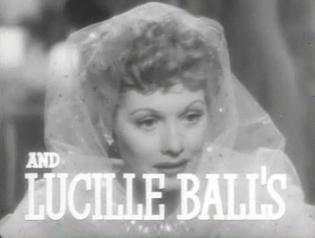

1943 slutade Arzner, av okänd anledning, att regissera spelfilm. Under de följande tre decennierna gjorde hon filmer för Women's Army Corps (USA:s kvinnliga armédivision) och reklamfilmer för Pepsi. Hon producerade också några teaterpjäser och var senare en uppskattad lärare vid University of California, Los Angeles (UCLA).
Dorothy Arzner avled 82 år gammal 1979 i La Quinta i Kalifornien.
Arzner har hedrats med en marmorstjärna lagd i Hollywood-trottoaren Hollywood Walk of Fame.

## Om Arzners filmer
Dorothy Arzner var ensam  kvinnlig regissör under denna epok av klassiska Hollywoodfilmer och den första kvinna som blev medlem i Directors Guild of America, amerikanska regissörsförbundet. Arzner såg sig själv som en ”Hollywoodregissör”, en regissör som gjorde det som studiosystemet och filmbolagen krävde, vilket hennes filmer är prov på. 
Vid en första anblick är det svårt att urskilja om  Arzenars filmer visar en annan kvinnobild än den som framförs i hennes manliga kollegers hollywooddramer. Men det är dokumenterat att hon bearbetade sina manus för att fördjupa de kvinnliga karaktärerna och visa komplexiteten i deras liv. Hennes filmer handlar ofta om kvinnor som söker självständighet genom sitt arbete. Många filmhistoriker menar att Arzner lyckades utmana Hollywoodfilmens filmkoder inifrån med infallsvinklar som ifrågasatte den förhärskande synen på könen.
Sedan Arzner återupptäcktes av feministiska historiker på 1960- och 70-talen har det publicerats en mängd artiklar och böcker om hennes filmer. (Se extern länk nedan.) 

## Privatliv
Dorothy Arzner var homosexuell och levde större delen av sitt liv med koreografen Marion Morgan (1881–1971). Hon hade även en kort relation med skådespelaren Alla Nazimova. Naturligtvis florerade det rykten om att hon hade kärleksaffärer med kända skådespelerskor, ofta nämns hennes vän Joan Crawford i dessa sammanhang.

## Filmer om Arzner
- Dorothy Arzner: A Profile, engelsk TV-dokumentär av Clare Beavan 1993.
- Hollywood, engelsk TV-serie i vilken Dorothy Arzner medverkar, BBC 1980.